# Pierre Morice
Pour les articles homonymes, voir Morice.
Pierre Morice, né le 25 mars 1962 à Saint-Brieuc, est un footballeur français des années 1980 et 1990, évoluant comme milieu de terrain.

## Clubs
- 1980-1987 :  FC Nantes
- 1987-1990 :  Chamois niortais
- 1988-1989 : →  AS Saint-Étienne (prêt)
- 1990-1992 :  OGC Nice
- 1993 :  Tampa Bay Rowdies
- 1994-1995 :  Minnesota Thunder

## Palmarès
- Championnat de France :
  - Champion en 1983
  - Vice-champion en 1981, en 1985 et en 1986

- Coupe de France :
  - Finaliste en 1983